# Fenyvesi Ottó
Fenyvesi Ottó (Gunaras, Bácska, 1954. október 28.–) József Attila-díjas magyar költő, író, szerkesztő, képzőművész.

## Életpályája
Szülei: Fenyvesi Mihály és Balassa Piroska. Topolyán járt általános iskolába és gimnáziumba. Az újvidéki egyetem BTK Magyar Nyelv és Irodalom Tanszékén végezte tanulmányait (1973-1978). 1975-1983 között az újvidéki Új Symposion folyóirat szerkesztője. 1975-1991 között lemezlovas az Újvidéki Rádió magyar nyelvű műsorában, ugyanitt 1987-1991 között az irodalmi műsorok szerkesztője. Az 1980-as években az újvidéki Képes Ifjúság hetilap egyedülállóan friss rockzenei rovatának szerkesztője (Koko Kommando és Rudi Radiator néven) – a Magyarországon akkoriban még tiltott-üldözött punk mozgalom fontos segítője -, majd az induló Magyar Narancsban is futott maximumrockandroll rovata. Az Ex Symposion folyóirat laptervezője.

Az Ex Symposion lapterve

1991 novemberében települt át Magyarországra, Veszprémbe. 1993-1995 között a Tapolcai Városi Tv és helyi lap főszerkesztő-igazgatója. 1995-2002 között a Veszprémi 7 Nap főszerkesztője. 2002-től a Magyar Tudományos Akadémia Észak-Dunántúli Regionális Központjának a munkatársa. A veszprémi Vár Ucca Műhely folyóirat főszerkesztője. 2008-tól a várpalotai Palotai Hírnök főszerkesztője.
Verseket, esszéket ír, kollázsokat készít. Rendszeresen fordít horvát, szerb, szlovén és angol nyelvű műveket. Tagja a Magyar Írószövetségnek és a Szépírók Társaságának. Több közös és egyéni tárlata volt.

## Magánélete
1982-ben házasságot kötött Bartuc Gabriellával. Két gyermekük született: Áron (1983) és Noémi (1986).

## Könyvei
- Ezüstpatkányok áttetsző selyemzónákon; Forum, Újvidék, 1978 (Gemma könyvek)
- Kollapszus (Forum, Újvidék, 1988)
- A káosz angyala; a szerző kollázsaival; Framo–M-Szivárvány Alapítvány, Chicago–Budapest, 1993 (Szivárvány könyvek)
- Buzz off! Kollázsok. Újvidék 1984 – Veszprém 1994; fotó: Penovác Károly; Művészetek Háza, Veszprém, 1994 (Vár ucca tizenhét könyvek)
- Amerikai improvizációk. Felhők és más versek; Művészetek Háza, Veszprém, 1999 (Vár ucca tizenhét könyvek)
- Blues az óceán felett (Művészetek Háza, Veszprém, 2004)
- Halott vajdaságiakat olvasva. Versek, átköltések, másolatok; zEtna Basiliscus, Zenta, 2009 – részletek: Szépírók Társasága, zEtna, Forrás Archiválva 2007. július 4-i dátummal a Wayback Machine-ben stb.
- Némely részletek. Feljegyzések, cédulák, bemásolások, vizuális fragmentumok; Universitas Szeged, Szeged, 2009 (Szatírikon könyvek)
- Američke improvizacije (Arhipelag, Beograd, 2009)
- Andjeo haosa (Orpheus, Novi Sad, 2009)
- Blues über dem Ozean (2009)
- Soul Inferno (BabelPress, Veszprém, 2010)
- Chaos Engel (Groningen, 2012)
- Tele van a memória. Versek és átköltések; Művészetek Háza, Veszprém, 2012 (Vár Ucca Műhely könyvek)
- L'Ange Du Chaos (Groningen, 2013)
- A szabadság foglyai. Esszék, képek, toldalékok, törlések; Művészetek Háza, Veszprém, 2014 (Vár Ucca Műhely könyvek)

- Improvisations d'Amérique (Soc & Foc,  La Meilleraie-Tillay, 2015)
- Minimum rock & roll. Versek, kalózszövegek; Tiszatáj Alapítvány, Szeged, 2015 (Tiszatáj könyvek)
- Kod nas više nema kanibala (Fraktura, Zagreb, 2017)
- Halott vajdaságiakat olvasva. Versek, átköltések, másolatok; zEtna–Basiliscus, Zenta, 2009– (Vulkánfíber)
  - 1. 2009
  - 2. 2017
- Hatvanhat. Válogatott versek; (Művészetek Háza, Veszprém, 2021, Vár Ucca Műhely könyvek)
- Paloznak overdrive. Látomások, álmok, konkrétumok; Scolar, Budapest, 2021 (Scolar Prím)
- Mély vizek, magas hegyek (Balkáni útinapló, Művészetek Háza Veszprém, 2022)
- Mély vizek, magas hegyek. Utazás a Miljacka, a Drina, a Radika és a Vardar folyókhoz valamint az Ohridi-tóhoz; fotó Gáspár Gábor, Korbély Barnabás, Kovács Endre; 2. jav. kiad.; Művészetek Háza, Veszprém, 2024 (Vár ucca műhely könyvek)
- Halott vajdaságiakat olvasva (második kiadás, Forum és Kortárs kiadó, Újvidék-Budapest, 2024)

## Díjai
- Sinkó Ervin-díj (1977)
- Lakitelek Alapítvány-ösztöndíja (1992)
- Eötvös József-ösztöndíj (1992)
- Veszprém Város Nívódíja (1993, 1997)
- McLuhan Institut ösztöndíja (Toronto) (1997)
- Petőfi Sándor Sajtószabadság Díj (2003)
- NKA-ösztöndíj (2007)
- Nagyapáti Kukac Péter képzőművészeti díj (2008)[1]
- Megyei Prima Díj Irodalom Kategória (2008)
- Magyar Ezüst Érdemkereszt (2012)
- József Attila-díj (2015)
- Cholnoky-díj (2017)
- Gizella-díj (2023)[2]
- A Magyar Érdemrend lovagkeresztje (2024)[3]